# Jornal da Band
Jornal da Band é um telejornal brasileiro produzido e apresentado pela Rede Bandeirantes. Estreou em 12 de outubro de 1977 sob o comando de Salomão Esper, com o título de Jornal Bandeirantes, usado até 1997.

## História

### Jornal Bandeirantes(1977–1997)
O Jornal Bandeirantes estreou em 12 de outubro de 1977, substituindo o antigo Titulares da Notícia que havia sido terminado um dia antes. Salomão Esper, que já era apresentador do Titulares da Notícia, foi um dos seus primeiros âncoras. Durante a década de 1970, sofria constantemente com a censura do regime militar.
Na década de 1980, o jornal ganhou alcance nacional. Entre os apresentadores deste noticiário, estiveram Ferreira Martins, Ronaldo Rosas, Geraldo Ribeiro, Joelmir Beting, Belisa Ribeiro, Luiz Santoro e Marília Gabriela, que apresentava o jornal paralelamente aos seus talk-shows, como o Cara a Cara.
Ferreira Martins e Marília Gabriela apresentaram o Jornal Bandeirantes juntos de 1988 até 1991, quando foram substituídos por Chico Pinheiro, que permaneceu até 1995, quando migrou para a Rede Record. Em seu lugar, entrou Carla Vilhena, titular do JB entre 1995 e 1997. No dia 15 de fevereiro de 1997, o Jornal Bandeirantes ia ao ar pela última vez com esta nomenclatura.

### Jornal da Band(desde 1997)

#### 1997-2009
Em 17 de fevereiro, às 20h, estreava o Jornal da Band, cuja nomenclatura agora atendia pelo apelido informal que a Rede Bandeirantes utilizava desde 1993. Carla Vilhena continuou a ancorar o telejornal até março do mesmo ano, quando Paulo Henrique Amorim deixa o cargo de correspondente da Rede Globo nos Estados Unidos para assumir o telejornal.
Editor-chefe do jornal, exigia que este começasse rigorosamente às 20h (o que não acontecia antes) e tinha uma redação paralela. Num tom extremamente opinativo e "independente", PHA se desentendeu com vários políticos, inclusive com o ex-presidente Lula, questionando-o sobre bens não declarados ao Imposto de Renda. No início de 1999, o jornalista se desentendeu com a emissora, sendo substituído por Marcos Hummel, que apresentava o telejornal eventualmente.

Joelmir Beting apresentou o telejornal de 2004 até 2012

Marcos Hummel ganhou a companhia de Janine Borba, que foi substituída por Letícia Levy em 9 de junho de 2003. Ambos ficaram a frente do telejornal até 12 de março de 2004, quando Carlos Nascimento saiu da Rede Globo e passou a apresentar o JB, que contava com os comentários de dois "ex-globais": Ricardo Boechat e Joelmir Beting. A "moça do tempo" passou a ser Mariana Ferrão, que vinha da Rede 21. Com a transferência de Nascimento para o SBT, Ricardo Boechat, que cobria as folgas de Nascimento, tornou-se o titular do Jornal da Band a partir de 2006, passando a co-ancorar o telejornal com Mariana Ferrão e Joelmir Beting.

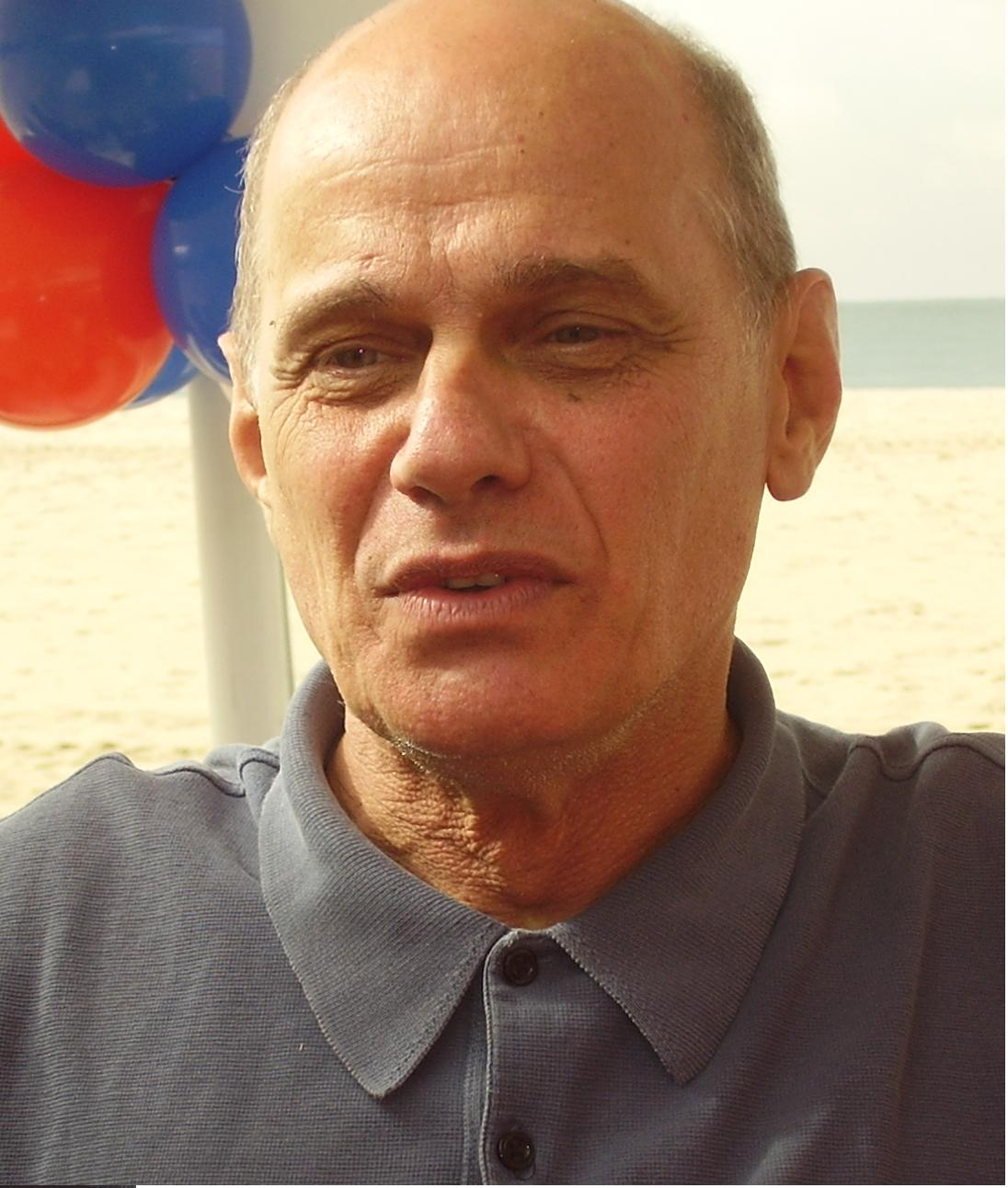
Ricardo Boechat ancorou o telejornal de 2006 até 2019

Em 3 de dezembro de 2007, o Jornal da Band estreou novo cenário e passou a ser transmitido em alta definição. Mariana Ferrão apresentou o telejornal pela última vez no dia 28 de março de 2008, devido a sua ida para a Rede Globo. No dia 31 de março, Ticiana Villas Boas entrou para o trio de apresentadores titulares do jornal, substituindo-a.

#### 2010-presente
Em outubro de 2012, Joelmir Beting foi afastado da bancada do Jornal da Band para tratamento de uma doença autoimune, no Hospital Albert Einstein em São Paulo. O tratamento teve início no dia 22 daquele mês, e pouco mais de um mês depois, em 29 de novembro, o jornalista morreu em decorrência de um AVC. Após sua morte, apenas Ricardo Boechat e Ticiana Villas Boas continuaram na apresentação do telejornal.
Em 28 de abril de 2014, o jornal ganha nova vinheta e passa a ser apresentado na nova redação de jornalismo da Band. Em 27 de dezembro, no término da edição de sábado, a apresentadora Ticiana Villas Boas anunciou aos telespectadores que deixaria o jornal por cinco meses, entrando em licença-maternidade. Mas em abril de 2015, Ticiana deixou a emissora e foi para o SBT, após sete anos na bancada do Jornal da Band, tendo sido a âncora feminina que mais tempo ficou à frente da atração. Paloma Tocci, que estava cobrindo até então a licença de Ticiana, assumiu a apresentação do jornal.
Em 11 de julho de 2016, o Jornal da Band passou a ser transmitido ao vivo pelo Facebook, tornando-se o primeiro telejornal da TV aberta brasileira a ser apresentado na rede social.
Entre 18 de junho e 17 de outubro de 2018, a titular Paloma Tocci esteve de licença-maternidade, sendo substituída nesse período por Lana Canepa. Em 1 de fevereiro de 2019, Paloma deixou a emissora, depois de quase quatro anos no telejornal, e Lana assume a bancada de forma interina e depois definitivamente.
Ricardo Boechat comandou o Jornal da Band até 8 de fevereiro de 2019, uma sexta-feira. No início da tarde da segunda-feira seguinte, 11 de fevereiro, o jornalista morreu, vítima de um acidente com o helicóptero que o trazia de Campinas, onde havia realizado uma palestra. Desde a morte do jornalista, o telejornal passou a ser apresentado interinamente por Fábio Pannunzio, que assumiu seu lugar ao lado de Lana Canepa.
A morte de Ricardo Boechat fez a Band alterar os planos inicialmente feitos para o jornalista Eduardo Oinegue, que participava esporadicamente em programas da BandNews TV e nas rádios Bandeirantes e BandNews FM, e iria assumir o Jornal da Noite em uma futura reformulação. Neste mesmo mês, a emissora o confirmou como titular do Jornal da Band no lugar de Boechat. O jornalista assumiu o telejornal em maio do mesmo ano, ao lado de Lana Canepa. Joana Treptow deixou o Café com Jornal no final de janeiro de 2020, para estrear no Jornal da Band, e no mês seguinte, Paloma Tocci retornou com participações fixas no jornal, que recebeu novo pacote gráfico. No início de 2021, Paloma Tocci e Joana Treptow deixaram de apresentar apenas as notícias do Esporte e da Previsão do Tempo, respectivamente, e passaram a apresentar as notícias gerais ao lado de Lana Canepa e Eduardo Oinegue. Em fevereiro de 2023, Lana deixou a apresentação do telejornal após quatro anos e voltou para Brasília, onde cumpre atualmente a função de diretora de jornalismo da Band. Em 5 de Junho de 2023, o jornal ganha um novo cenário e um novo estúdio com novos pacotes gráficos e passa a ser apresentado definitivamente pelos jornalistas Adriana Araújo e Eduardo Oinegue.
No início de 2025, com a ida de Paloma Tocci  para a RecordTV em novembro de 2024, Kalinka Schutel assumiu provisoriamente o quadro de esportes do telejornal. Em março do mesmo ano, Lívia Nepomuceno assumiu efetivamente o cargo.
É exibido às 19h20 na Band, às 20h30 na BandNews e no Agro+.

## Repercussão
Caso Boris Casoy e os garis
Em 31 de dezembro de 2009, durante a vinheta de intervalo do telejornal, Boris Casoy fez uma declaração sobre dois garis desejando boas festas, que em 2013 resultou em uma indenização a um dos profissionais da limpeza, decidida pela 15.ª Vara Cível de São Paulo. A Band e o jornalista foram condenados a pagar R$ 21 mil, mas apelaram da decisão alegando que não houve prova de dano moral. A emissora argumentou que não pode ser responsabilizada por palavras ditas por Casoy. Os réus afirmaram que o jornalista não tinha intenção de ofender e que a juíza havia decidido de forma insegura. Boris disse que seu comentário era sobre uma "contradição de realidades" entre os garis e a premiação mencionada. O desembargador Salles Rossi destacou que o dano foi claro devido ao constrangimento do autor ao ser tratado de forma desrespeitosa. Ele observou que a repercussão das falas foi significativa, mesmo que não houvesse preconceito intencional.
Pesquisa falsa de intenção de voto
Nas eleições de 2020, o Jornal da Band mostrou dados de uma pesquisa falsa de intenção de voto. O conteúdo da pesquisa falsa era o mesmo postado no Instagram do candidato à Prefeitura de Porto Alegre (RS) Sebastião Melo (MDB), e apontava o político a frente de Manuela d'Ávila (PCdoB). No mesmo dia, o jornal corrigiu a informação e Sebastião Melo apagou a postagem da rede social.

## Prêmio
- 2018: da Embrapa Gado de Leite, recebeu a "Medalha Mário Luiz Martinez", pela série de reportagens sobre a produção de leite no Brasil[31]